# Задача Бернштейна
Задача Бернштейна — задача про графік функції, що є мінімальною поверхнею. Названа на честь Сергія Натановича Бернштейна, який вирішив 2-вимірний випадок цієї задачі в 1914 році.
Задача Бернштейна виявилася тісно пов'язаною з питанням існування негладких мінімальних гіперповерхонь у відповідній розмірності.

## Формулювання
За яких {\displaystyle n} графік функції, визначеної на всьому {\displaystyle \mathbb {R} ^{n}}, що є мінімальною поверхнею в {\displaystyle \mathbb {R} ^{n+1}}, мусить бути плоским?
Відповідь: це правильно при {\displaystyle n\leqslant 7} і неправильно при {\displaystyle n\geqslant 8}.
Відповідний приклад функції {\displaystyle f\colon \mathbb {R} ^{n}\to \mathbb {R} } можна знайти серед функцій виду
{\displaystyle f(x_{1},x_{2},x_{3},x_{4},x_{5},x_{6},x_{7},x_{8})=F(u,v)},
де
{\displaystyle u={\sqrt {x_{1}^{2}+x_{2}^{2}+x_{3}^{2}+x_{4}^{2}}},\quad {\text{і}}\quad v={\sqrt {x_{5}^{2}+x_{6}^{2}+x_{7}^{2}+x_{8}^{2}}}.}

### Зауваження
Задача Бернштейна виявилася прямо пов'язаною з питанням існування в {\displaystyle \mathbb {R} ^{n}} неплоского конуса, що мінімізує площу.
Конкретним прикладом такої гіперповерхні є поверхня
{\displaystyle \{x\in \mathbb {R} ^{8}:x_{1}^{2}+x_{2}^{2}+x_{3}^{2}+x_{4}^{2}=x_{5}^{2}+x_{6}^{2}+x_{7}^{2}+x_{8}^{2}\}}.